# 나라심하
나라심하(산스크리트어: नरसिंह 나라싱하)는 사트야 유가에 비슈누 신의 네 번째 아바타라이다. 그는 반은 사자, 반은 사람의 모습으로 화신하여 히란야카시푸를 죽이고 지구의 종교적 박해와 재앙을 종식시키고 다르마를 회복했다. 나라심하는 세 개의 눈을 가지고 있으며, 비슈누파에서 파괴의 신이다. 그는 (프랄라야를 통해) 우주 전체를 파괴하는 자이다. 따라서 그는 그의 이름에서 칼라 (시간), 마하칼라 (위대한 시간), 또는 파라칼라 (시간을 넘어선)로 알려져 있다. 스리 비슈누파 전통의 마이소르에 파라칼라 마타라는 이름으로 그에게 헌정된 마타(수도원)가 있다. 또한 주로 나라심하를 숭배하고 아호빌람, 티루발루르, 풀람부탄구디, 아다누르 사원을 통제하는 또 다른 스리비슈누파 마타인 아호빌라 무트가 있다. 나라심하를 위한 크셰트라에는 락슈미 나라심하와 나바 나라심하가 숭배되는 아호빌람이 있다. 나라심하는 요가 나라심하로서 요가의 신이다.
나라심하는 사자 얼굴과 발톱을 가진 인간의 몸통과 하체를 가지고 있으며, 그의 무릎에 있는 아수라 히란야카시푸를 배를 갈라 죽인다. 히란야카시푸는 비슈누의 바라하 아바타라에 의해 이전에 죽임을 당한 사악한 히란약샤의 과대망상적인 형이었고, 따라서 비슈누의 숭배자들에 대한 깊은 증오를 품고 있었다. 히란야카시푸는 브라흐마로부터 낮이나 밤에, 집 안이나 밖에서, 하늘이나 땅에서, 스바르가나 파탈라에서, 어떤 무기나 손으로, 인간, 신, 악마, 동물에 의해 죽임을 당하지 않는다는 축복을 얻었다. 이 축복을 받은 그는 혼란과 파괴를 일으키기 시작했고, 자신의 아들 프라흘라다를 포함한 비슈누의 모든 숭배자들을 박해했다. 아수라의 축복을 알고 있던 비슈누는 나라심하라는 이름으로 인간도 동물도 아닌 혼합된 사자 형상을 창조적으로 취했고, 나라심하는 황혼녘에 (낮도 밤도 아닌), 궁궐 문턱에서 (안도 밖도 아닌), 무릎 위에서 (하늘도 땅도 아닌), 그리고 손톱으로 (무기도 손도 아닌) 히란야카시푸를 배를 갈라 죽였다. 나라심하는 주로 자신의 숭배자들을 악으로부터 특별히 방어하고 보호하며 악을 파괴하는 '위대한 보호자'로 알려져 있다. 가장 인기 있는 나라심하 신화는 그의 숭배자 프라흘라다를 보호하고 프라흘라다의 사악한 아버지이자 악마인 히란야카시푸를 죽인 전설이다.
마하비슈누는 트리산디야에서 기도하는 그의 숭배자들에 의해 나라심하의 형태로 높이 숭배된다. 비슈누 쇼다쉬남 스토트람에는 숲에서 어려움을 겪을 때 그의 이름 "나르심하"를 외워야 한다고 언급되어 있다. 또한, "다샤아바타르 스토트람"을 통해 숭배자들은 그가 날카로운 무기 같은 손톱으로 히란야카시푸 (악마)의 가슴을 찢고 죽인 반인반사자 형태에게 기도한다. 이 기도를 통해 숭배자들은 그의 은혜와 모든 부정적인 것과 악으로부터의 보호를 받는다.
나라심하는 비슈누파의 주요 신 중 한 명이며, 그의 전설은 바이카나사, 스리 비슈누파, 사다 비슈누파, 및 힌두교의 다양한 다른 비슈누파 전통에서 숭배된다. 그는 많은 지역 힌두 사원, 경전, 공연 예술, 그리고 봄의 힌두 색채 축제인 홀리와 같은 축제에서 기념된다.
나라심하의 가장 초기의 묘사 중 하나는 기원후 4세기로 거슬러 올라가며, 안드라프라데시주의 콘다모투에서 발견되었다. 다른 오래된 나라심하의 알려진 예술 작품들은 마투라 고고학 유적지와 같은 우타르프라데시주와 안드라프라데시주의 여러 유적지에서 발견되었다. 이들은 다양하게 기원후 2세기와 4세기 사이로 추정된다.

## 어원

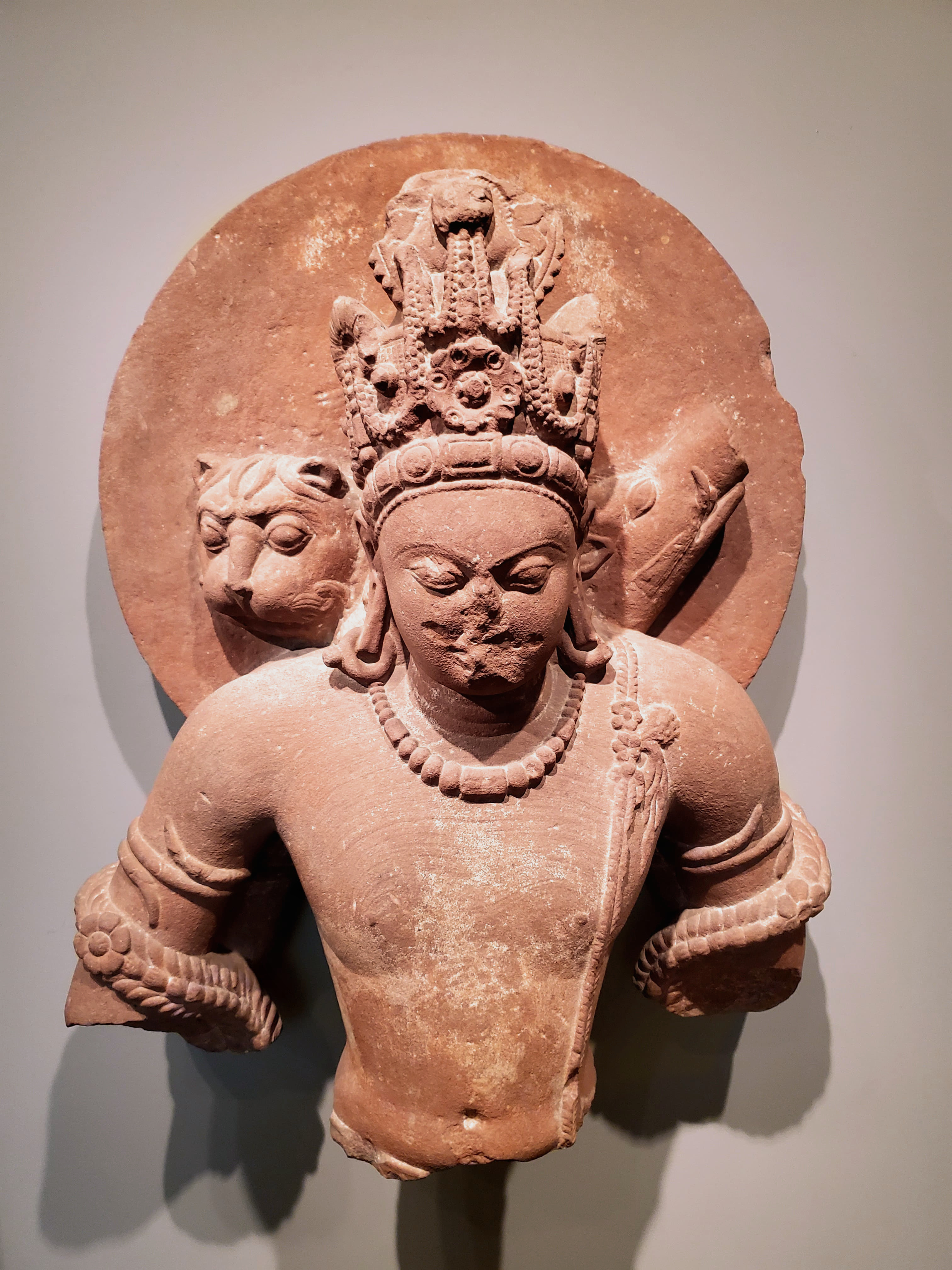
비슈누와 그의 아바타라 (바이쿤타 차투르무르티): 크리슈나와 라마 (힌두교), 나라심하 (사자), 그리고 바라하 (멧돼지)로서의 비슈누를 묘사한다. 마투라 미술, 기원후 5세기 중반. 보스턴 미술관.

산스크리트어에서 나라심하라는 단어는 사람을 의미하는 "나라"와 사자를 의미하는 "심하"의 두 단어로 구성되어 있으며, 비슈누의 반인반사자 아바타라를 나타낸다.
그의 다른 이름으로는 아그닐로차나 (अग्निलोचन) – 불타는 눈을 가진 자, 바이라바담바라 (भैरवडम्बर) – 포효로 공포를 유발하는 자, 카랄라 (कराल) – 넓은 입과 튀어나온 이빨을 가진 자, 히란야카시푸마르다나 (हिरण्यकषिपुमर्दान) – 히란야카시푸를 죽인 자, 나카스트라 (नखास्त्र) – 손톱이 무기인 자, 심하바다나 (सिंहवदन) – 사자 얼굴을 가진 자, 심하 (सिंह) – 사자인 자 등이 있다.

## 경전

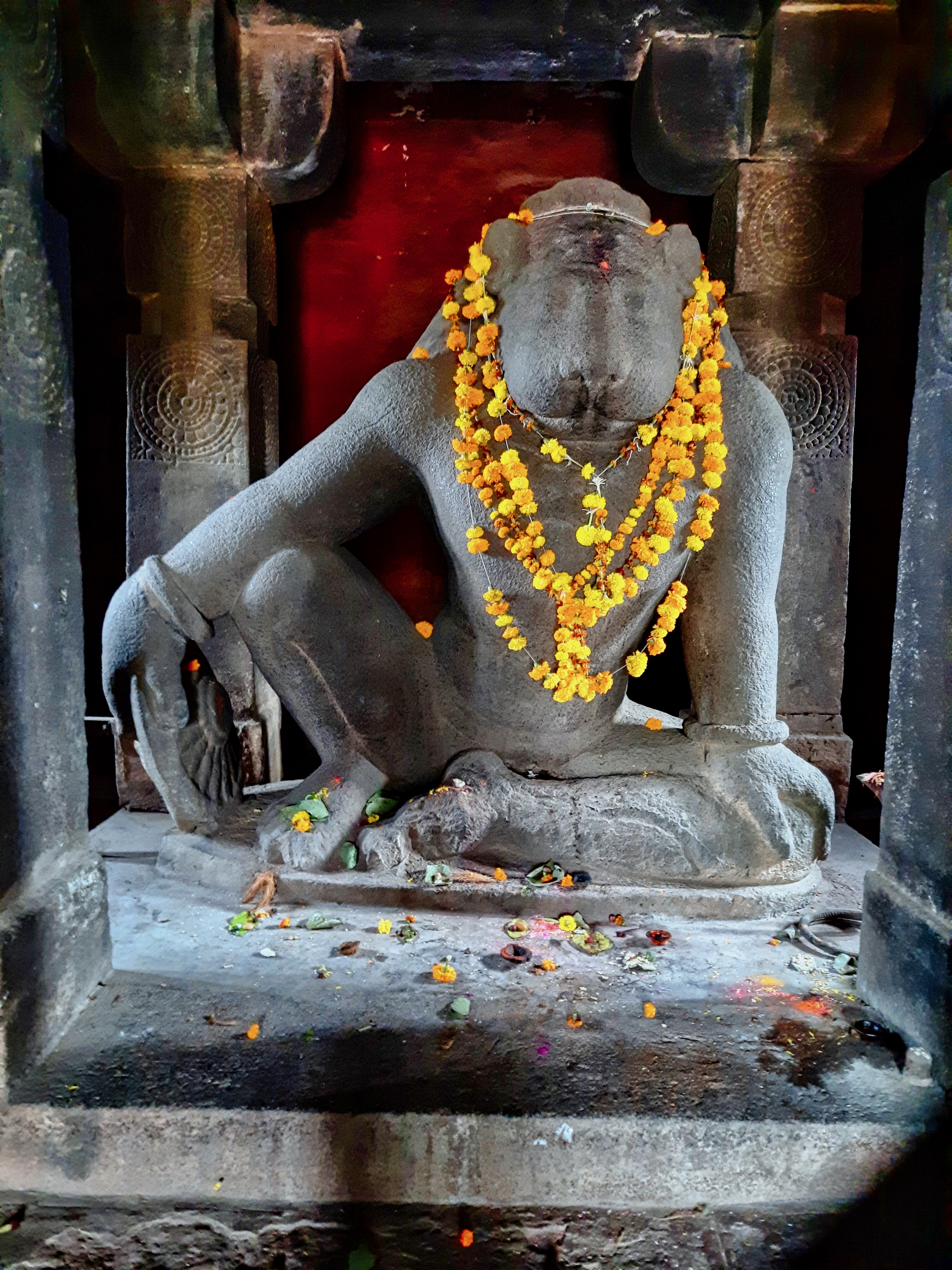
나라심하, 5세기, 람테크 케발라 나라심하 사원.

### 베다
리그베다 (기원전 1700-1200년)의 비슈누 찬송가 1.154에는 비슈누를 나라심하로서 "야생의 사자, 강력하고, 배회하며, 산을 누비는" 존재로 묘사하는 구절이 포함되어 있는데, 이는 비슈누가 나라심하임을 나타낸다. 또 다른 찬송가 8.14는 인드라가 나무치를 죽인 이야기를 담고 있는데, "물거품으로 당신은, 인드라, 나무치의 머리를 찢어내고 그를 죽였으며, 모든 악마를 죽였다"고 말한다.
인드라가 나무치를 죽인 완전한 이야기는 야주르베다의 샤타파타 브라마나 (기원전 7세기 - 6세기) 12.7.3.v장에 나온다. 나라심하에 대한 다른 언급은 베다 경전인 바자세네이 삼히타 10.34, 판차빔사 브라마나 12.6.8, 타이티리야 브라마나 1.7.1.6에서 발견된다.

#### 인드라가 나무치를 죽인 이야기
나라심하는 베다에서 인드라가 나무치를 죽인 것과 같은 이야기를 가지고 있다. 인드라는 번개, 천둥, 비, 강을 지휘하는 데바와 데비의 다르마적 천상의 왕이고, 나무치는 권력을 놓고 경쟁하는 기만적인 아수라 악마이다. 나무치는 인드라에게 평화를 제안하고, 인드라는 이를 받아들인다. 그는 인드라에게 "손바닥으로도 주먹으로도", 낮에도 밤에도, "마른 것으로도" "젖은 것으로도" 그를 죽이려 하지 않겠다고 약속할 것을 요구한다. 인드라는 동의한다.
거래가 성사된 후, 나무치는 신들과 여신들을 양육하는 모든 것, 즉 소마 음료, 음식의 정수, 인드라의 힘을 빼앗아간다. 신들과 여신들의 지도자는 갈등을 느끼고 자신의 약속에 묶여 있다고 생각한다. 인드라는 사라스바티 (지식의 여신)와 아슈빈을 만난다. 그들은 인드라가 자신의 힘, 음식의 정수, 그리고 소마 음료를 그들과 공유하는 데 동의한다면 나무치를 처리하고 모든 것을 되찾아오겠다고 대답한다. 인드라는 동의한다. 신들과 여신은 창의적인 계획을 생각해낸다. 그들은 번개와 함께 물거품을 쏟아내고, 인드라는 손에 번개를 들고 저녁에 나무치를 죽인다.
나무치가 죽자 신들과 여신들은 모든 힘을 되찾지만, 나무치가 이미 소마를 마셨다는 것을 발견한다. 선(善)은 이제 그의 피의 악(惡)과 섞여 있었고, 그들은 그것을 마시고 싶지 않았다. 그래서 그들은 악에서 선을 추출해낸다. 그리하여 선은 신들과 여신들에게 돌아가고, 악은 파괴된다.
데보라 소이퍼에 따르면, 이 이야기는 나라심하의 이야기와 동일하며, 같은 줄거리, 같은 "이것도 저것도 아닌" 제약, 그리고 선이 악을 죽이고 파괴하는 같은 창의적인 힘을 가지고 있다. 더욱이, 후기 힌두 경전의 "손바닥도 주먹도 아닌" 그리고 "낮도 밤도 아닌"과 같은 산스크리트어 단어와 구절은 베다 경전의 그것과 동일하다. 이는 베다의 인드라가 나무치를 죽인 이야기와 푸라나의 나라심하가 히란야카시푸를 죽인 이야기 사이에 연관성과 연속성이 있음을 시사한다. 월터 루벤에 따르면, 두 이야기는 고대 및 중세 경전의 다른 여러 이야기와 함께 권력을 남용하는 독재자와 폭군을 죽이고 파괴하는 인도 아대륙의 전통을 반영한다.

### 푸라나
푸라나에는 비슈누가 나라심하로서 다양한 푸라나, 17개의 푸라나에서 비슈누가 나라심하로서 언급된다. 발미키 라마야나 (7.24), 하리밤사 (41 & 3.41-47), 비슈누 푸라나 (1.16-20), 바가바타 푸라나 (제7장), 아그니 푸라나 (4.2-3), 브라만다 푸라나 (2.5.3-29), 바유 푸라나 (67.61-66), 브라흐마 푸라나 (213.44-79), 비슈누다르모타라 푸라나 (1.54), 쿠르마 푸라나 (1.15.18-72), 마츠야 푸라나 (161-163), 파드마 푸라나 (5.42), 시바 푸라나 (2.5.43 & 3.10-12), 링가 푸라나 (1.95-96) 및 스칸다 푸라나 (2.18.60-130) 모두 비슈누를 나라심하로서 언급한다. 이 모든 푸라나에서 나라심하는 파괴의 신으로 묘사되며, 프랄라야 때 파괴를 일으키고 칼라로 묘사된다. 나라심하는 또한 시바처럼 세 개의 눈을 가지고 있으며, 세 번째 눈에서 나오는 불로 파괴를 일으킨다고 묘사된다.

## 상감 문학
파리파탈 (기원전 300년에서 기원후 300년 사이로 추정)(타밀어: பரிபாடல், 파리파탈운율 시집이라는 뜻)은 고전 타밀어 시 작품이며 전통적으로 상감 문학의 에이트 앤솔로지 (에투토카이) 중 다섯 번째이다. 카밀 즈벨레빌은 비슈누와 카르티케야에게 헌정된 찬송가들이 파리파탈을 이른바 상감 텍스트 내에서 산스크리트어 표절로 낙인찍었다고 말한다.
파리파달의 나라심하
흠 없는 붉은 눈의 주여! 가슴에

불타는 증오를 품고 가슴의 백단향 향유가 마르도록, 사악한 왕

히란야카시푸는 당신을 찬양한 아들 프라흘라다와 싸워, 그에게 큰 충격을 주었다.

프라흘라다는 무례를 당할 만한 히란야카시푸를 걱정하지 않았다.

당신은 프라흘라다를 향한 당신의 사랑 때문에 그를 돌려보냈다.

당신은 위대한 힘으로 히란야카시푸를 공격하고 붙잡았고,

그의 산과 같은 가슴을 붙잡으니 신들의 북소리가 천둥처럼 울부짖었다.

당신은 손톱으로 히란야카시푸의 배를 갈라 산 채로 죽이고

히란야카시푸의 내장을 화환처럼 걸고,

당신이 부수고 나온 기둥의 부서진 조각들과 함께 히란야카시푸의 내장을 던져 버렸으니,

이것이 바로 나라심하였다.

파리파달, 시 4, 구절 10 - 21

### 기타 경전
나라심하는 나라심하 타파니야 우파니샤드에서도 발견되며 그 초점이다.

## 역사

### 프라흘라다 전설

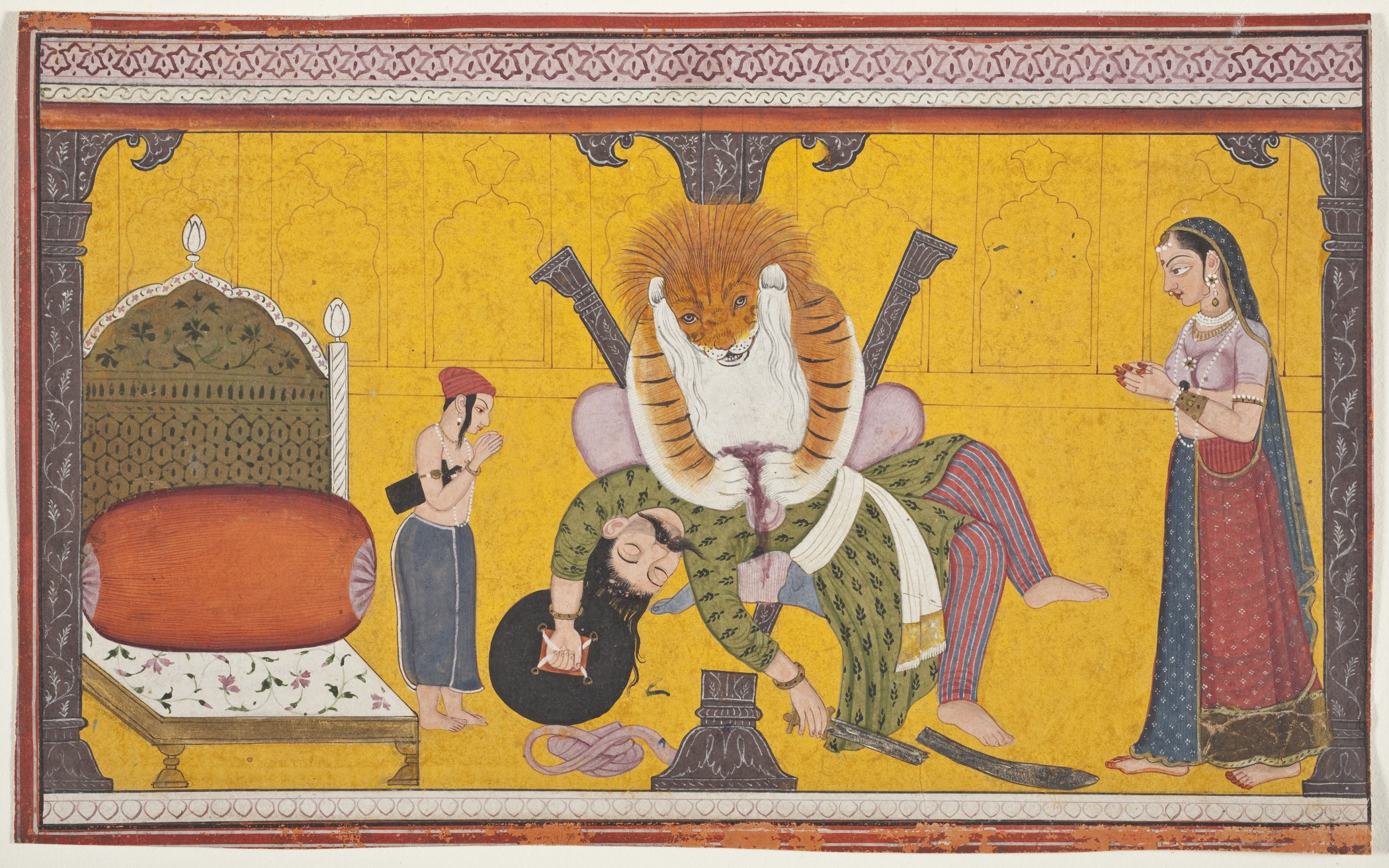
히란야카시푸를 배를 갈라 죽이는 나라심하, 바가바타 푸라나 필사본, 1760년 - 1770년

바가바타 푸라나는 비슈누가 이전 아바타라인 바라하로서 사악한 악마 히란약샤를 죽였다고 말한다. 히란약샤의 형인 악마 왕 히란야카시푸는 비슈누를 증오하고 복수를 원했다. 그는 특별한 힘을 얻기 위해 수년간 엄격한 고행을 수행했다. 그 후, 브라흐마는 히란야카시푸에게 축복을 주었다. 히란야카시푸는 "어떤 거주지 안이나 밖에서도, 낮이나 밤에도, 땅 위나 하늘에서도 죽지 않게 해 주십시오. 어떤 무기나 손으로도, 어떤 인간이나 동물로도 죽지 않게 해 주십시오. 당신이 창조한 어떤 존재, 살아있는 것이나 살아있지 않은 것으로도 죽지 않게 해 주십시오. 더 나아가, 어떤 신이나 악마, 또는 다른 생명체나 신성한 존재에 의해서도 죽지 않게 해 주십시오"라고 간청했다. 브라흐마는 그에게 축복을 주었고, 히란야카시푸는 이 힘들을 얻었다.
히란야카시푸는 새로운 축복으로 강력하고 무적이 되어 비슈누의 숭배자들을 박해하기 시작했다. 히란야카시푸에게는 아들 프라흘라다가 있었는데, 그는 아버지에게 반대하고 반항했다. 프라흘라다는 비슈누의 숭배자가 되었다. 이것은 히란야카시푸를 격분시켰고, 그는 소년을 죽이려 했지만, 매번 시도할 때마다 프라흘라다는 비슈누의 신비한 힘에 의해 보호되었다. 질문을 받았을 때, 프라흘라다는 아버지를 우주의 최고 주님으로 인정하기를 거부하고 비슈누가 편재한다고 말했다.
히란야카시푸는 근처 기둥을 가리키며 '그의 비슈누'가 그 안에 있느냐고 물으며 아들 프라흘라다에게 말했다. "오 가장 불행한 프라흘라다, 너는 항상 나 말고 다른 최고의 존재, 모든 것을 초월하고, 모든 것을 통제하며, 모든 곳에 편재하는 최고의 존재를 묘사했다. 그러나 그는 어디에 있는가? 만약 그가 모든 곳에 있다면, 왜 이 기둥에 내 앞에 나타나지 않는가?" 프라흘라다는 "그는 있었다, 그는 있다, 그는 있을 것이다"라고 대답했다.

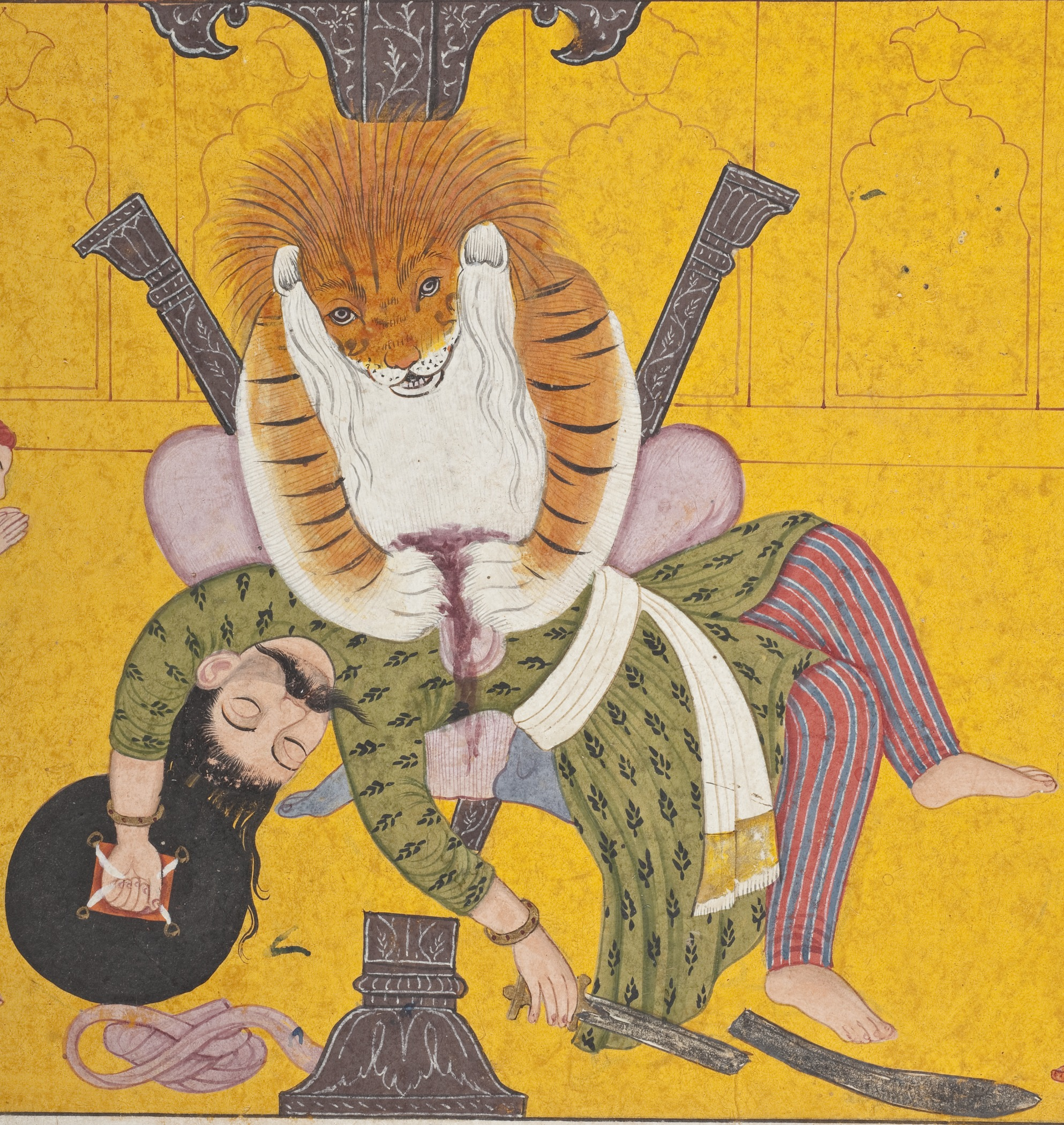
기둥에서 나타나 히란야카시푸를 배를 갈라 죽이는 나라심하 (세부), 바가바타 푸라나 필사본, 1760년 - 1770년.

히란야카시푸는 분노를 참지 못하고 철퇴로 기둥을 부수었고, 격렬한 소리와 함께 비슈누는 나라심하의 형태로 기둥에서 나타나 프라흘라다를 보호하기 위해 히란야카시푸를 공격했다. 히란야카시푸를 죽이고 브라흐마가 준 축복을 깨뜨리지 않기 위해 나라심하의 형태가 선택되었다. 히란야카시푸는 인간, 신 또는 동물에 의해 죽임을 당할 수 없었다. 나라심하는 이들 중 어느 것도 아니었다. 그는 비슈누가 반인반사자로 화신한 형태였기 때문이다. 그는 황혼녘에 (낮도 밤도 아닌), 안뜰의 문턱에서 (실내도 실외도 아닌) 히란야카시푸에게 다가와 악마를 자신의 허벅지 위에 올려놓고 (땅도 공간도 아닌), 그의 날카로운 손톱 (살아있는 것도 무생물도 아닌)을 무기로 사용하여 히란야카시푸의 배를 갈라 산 채로 죽였다.
나라심하가 분노에 차 있는 것을 본 브라흐마, 시바 및 다른 모든 힌두 신들과 여신들은 그를 진정시키기 위해 프라흘라다를 보냈다. 프라흘라다는 나라심하에게 기도했고, 우그라 나라심하는 평화로운 사우미야 나라심하가 되었다.
쿠르마 푸라나는 그 전에 비슈누와 악마 세력 간의 전투를 묘사하는데, 그는 아수라와 아수리들의 강력한 무기를 파괴하고 그들을 죽인다. 소이퍼에 따르면, 아누흐라다를 필두로 한 프라흘라다의 형제자매들과 수천 명의 다른 악마들이 모두 사자 인간(나라심하로서의 비슈누)에 의해 죽음의 계곡으로 인도되어 살해되었다고 묘사된다. 같은 에피소드가 마츠야 푸라나에서 나라심하가 히란야카시푸를 배를 갈라 죽인 몇 장 뒤에 나온다.

## 도상학

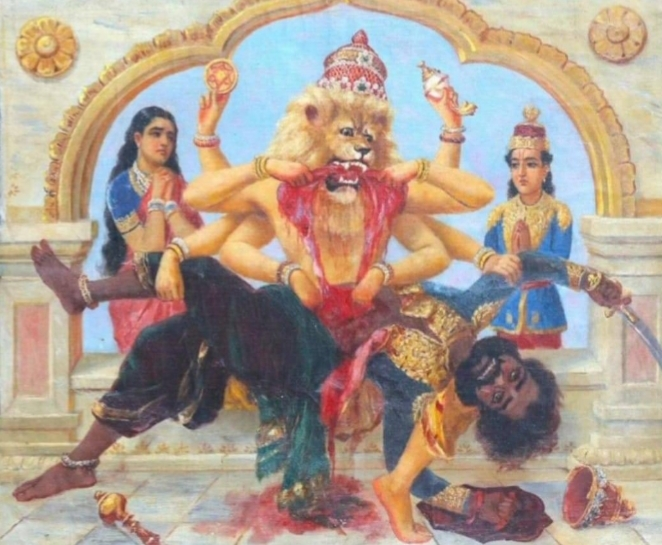
라자 라비 바르마의 그림, 히란야카시푸를 죽이는 나라심하.

나라심하는 발톱이 있는 사자 얼굴이 인간 몸과 합쳐져 있다. 그는 기둥에서 나오고 있는데, 이는 그가 어디에나, 모든 것에, 모든 사람 안에 있음을 상징한다. 안드라프라데시주의 아호빌람과 같은 일부 사원에서는 도상학이 더 광범위하며, 아홉 가지 다른 나라심하 상이 포함된다.
- 프라흘라다바라다 나라심하: 프라흘라다를 축복하는 나라심하.
- 요가난다 나라심하: 요가를 가르치는 고요하고 평화로운 나라심하.
- 구하 나라심하: 히란야카시푸를 배를 갈라 죽이기 위해 그의 궁전 기둥에서 나온 나라심하.
- 우그라 나라심하: 히란야카시푸를 배를 갈라 죽이는 나라심하.
- 비라 나라심하: 모든 아수라와 아수리를 죽이는 나라심하.
- 락슈미 나라심하: 카나카발리로서의 락슈미와 함께하는 나라심하로서의 비슈누.
- 즈발라 나라심하: 불꽃을 내뿜는 나라심하.
- 사르바토무카 나라심하: 강력한 얼굴을 가진 나라심하.
- 비샤나 나라심하: 흉포한 모습의 나라심하.
- 바드라 나라심하: 축복하는 모습의 나라심하.
- 므리티오르므리티우 나라심하: 히란야카시푸를 배를 갈라 죽여 프라흘라다의 죽음을 파괴하는 나라심하.

나라심하의 가장 초기의 알려진 도상학은 기원후 2세기와 4세기 사이로 다양하게 추정되며, 이들은 우타르프라데시주, 마디아프라데시주, 그리고 안드라프라데시주에서 발견되었다. 나라심하의 대부분의 이미지와 사원은 인도의 반도 지역에서 발견되지만, 나라심하 상을 포함하는 중요한 고대 및 중세 고고학 유적지는 카슈미르의 바이쿤타 차투르무르티와 카주라호 사원에서도 발견되며, 단일 얼굴 버전은 가르화와 마투라 (우타르프라데시주) 및 엘로라 석굴 (마하라슈트라주)에서 발견된다. 나라심하의 주목할 만한 상이 있는 다른 주요 사원들은 히마찰프라데시주, 마디아프라데시주, 마하라슈트라주, 오디샤주, 안드라프라데시주, 타밀나두주 및 카르나타카주의 비자야나가라 제국 유적에서 발견된다. 티가바와 에란 (마디아프라데시주)에서 발견된 가장 오래된 힌두 사원 중 일부는 5세기 초로 추정되며, 비슈누의 다른 아바타라와 함께 나라심하를 포함한다. 투라부르 사원은 케랄라주에서 나라심하의 가장 중요한 사당이며; 그곳의 나라심하 형태는 바타카나판으로 알려져 있다.

## 중요성

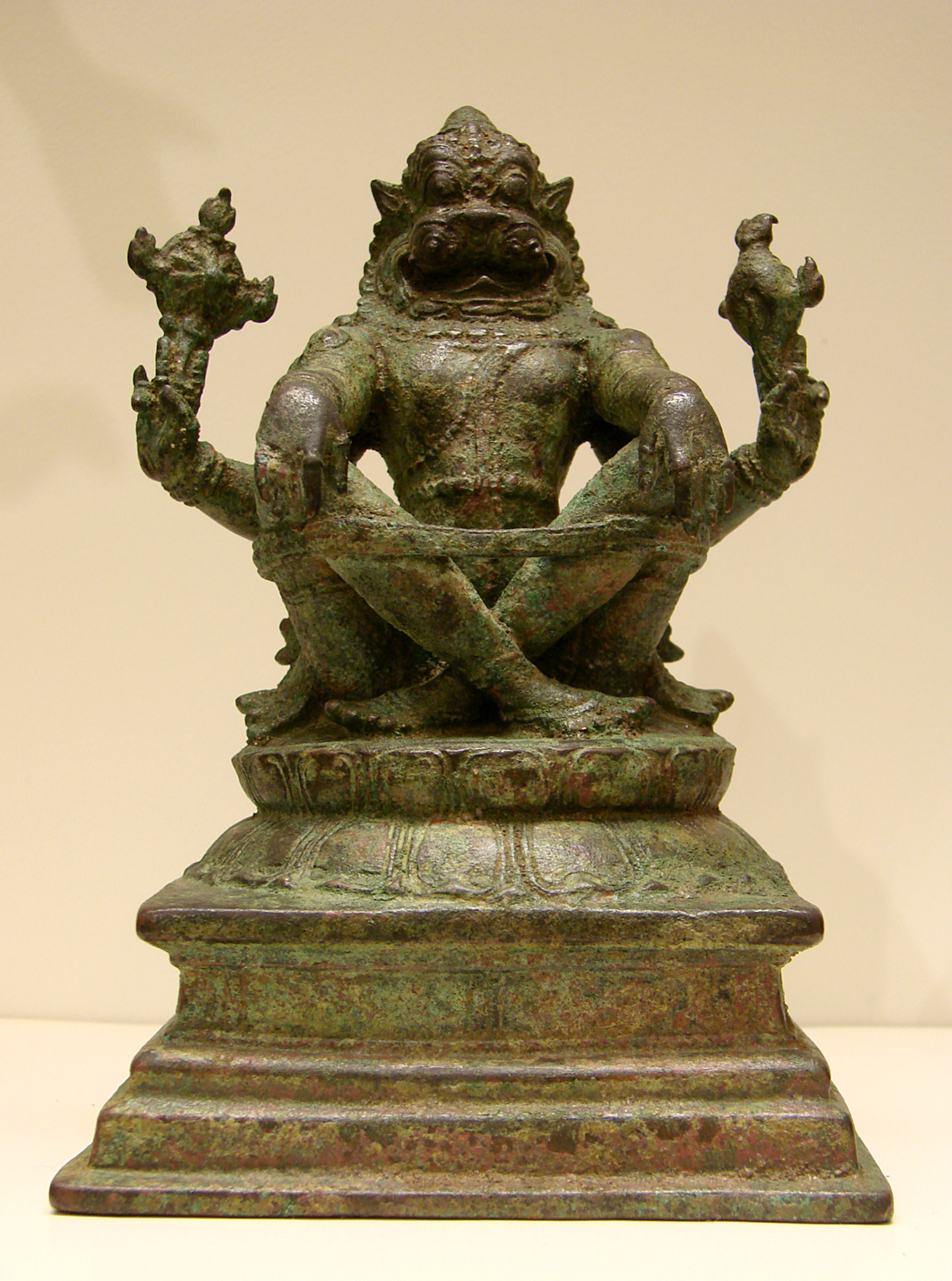
나라심하, 촐라 시대, 기원후 12세기 - 13세기, 타밀나두주. 국립 기메 동양 박물관, 파리.

나라심하는 창의적 저항, 역경에 대한 희망, 박해에 대한 승리, 악의 파괴를 상징하는 중요한 도상적 상징이다. 프라타파디티야 팔은 그가 외적인 악뿐만 아니라 "몸, 말, 마음"의 내적인 악도 파괴한다고 말한다.
인도 아대륙 예술에서 – 조각, 청동상, 회화 – 비슈누의 나라심하 화신은 비슈누의 다샤바타라 중 가장 많이 선택되는 화신 중 하나이며, 비슈누의 모든 다샤바타라 중에서 나라심하는 인기가 많다.
나라심하는 텔랑가나주와 안드라프라데시주 전역에서 다양한 형태로 숭배된다. 각 사원에 나라심하의 여러 형태가 묘사되는 것이 일반적이지만, 아호빌람에는 나라심하의 아홉 가지 형태에 헌정된 아홉 개의 나라심하 사원이 있다. 히란야카시푸를 배를 갈라 죽이는 나라심하의 조각상은 흔하며, 이 나라심하가 히란야카시푸를 배를 갈라 죽이는 이미지는 사원에서 흔히 숭배되며 그려진다.

### 동전, 비문, 테라코타
나라심하는 기원후 5세기에 영향력을 발휘했는데, 이때 다양한 굽타 제국 통치자들이 그의 이미지가 새겨진 동전을 주조하거나 나라심하의 힘을 자신들과 연관시키는 비문을 후원했다. 따라서 통치자들은 자신들의 통치를 나라심하처럼 악을 죽이고 파괴하는 자로 보여주었다. 쿠샨 시대의 일부 동전에는 나라심하가 그려져 있어 그의 영향력을 보여준다.
나라심하의 가장 오래된 테라코타 예술 작품 중 일부는 기원후 2세기경으로 추정되며, 카우샴비에서 발견된 것들이 있다. 거의 완전하고 정교하게 조각된 서 있는 나라심하 상은 판차를 입고 있으며, 그 옆에는 인격화된 속성들이 놓여 있다. 이 상은 마투라 고고학 유적지에서 발견되었으며 기원후 6세기로 추정된다.

### 공연 예술
나라심하가 히란야카시푸를 배를 갈라 죽인 이야기는 다양한 인도 고전 무용 레퍼토리의 일부이다. 예를 들어, 카타칼리 연극은 나라심하가 전투에서 히란야카시푸를 배를 갈라 죽인 이야기를 포함하고 있으며, 나라심하와 함께하는 프라흘라다 차리탐 공연은 케랄라주에서 인기 있는 공연 중 하나이다. 마찬가지로, 타밀나두주의 바가바타 멜라 춤극 공연 예술은 전통적으로 지역 나라심하 사원에서 이야기를 공연함으로써 연례 나라심하 자얀티 축제를 기념한다.

## 초기 이미지

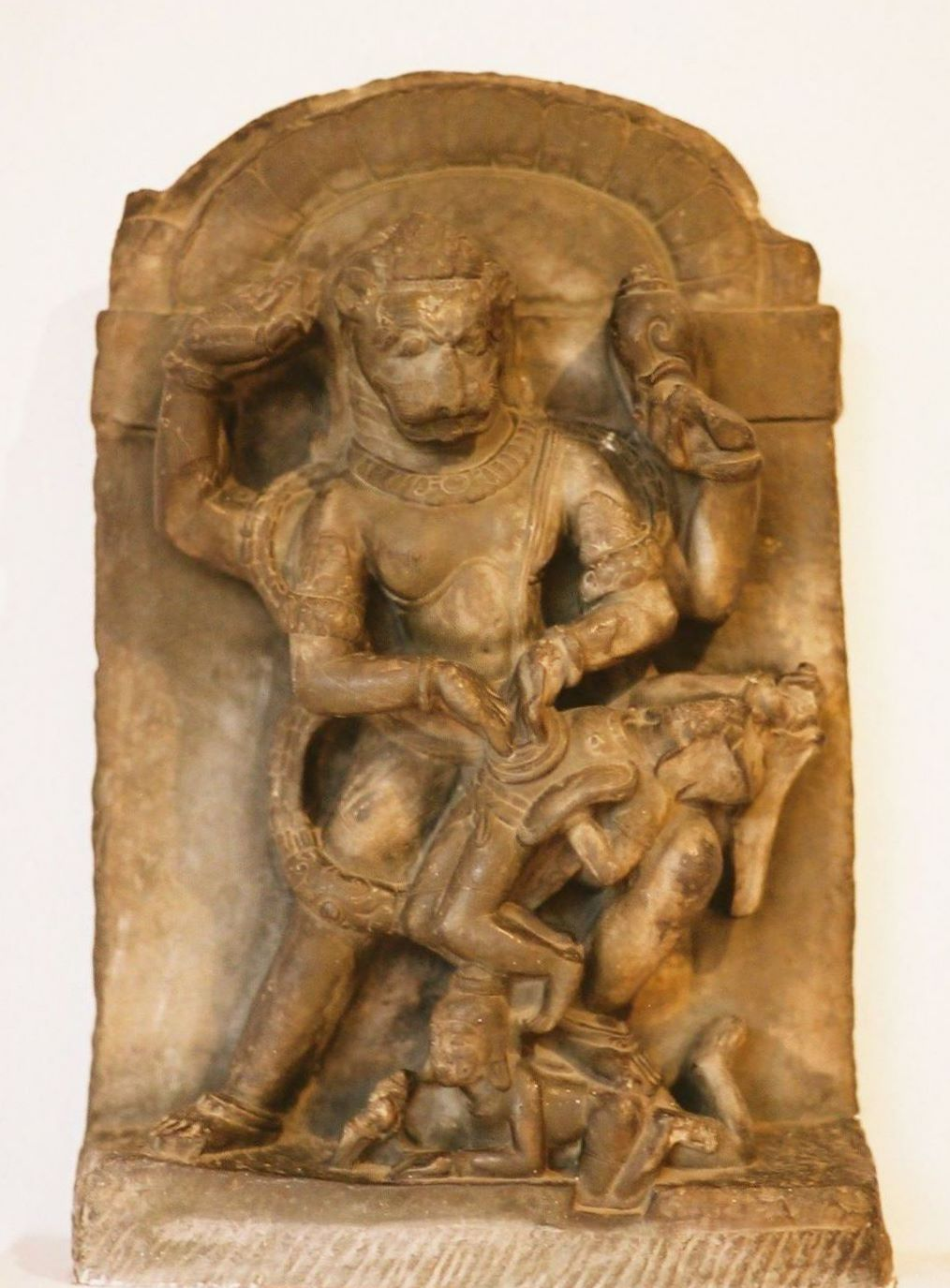
히란야카시푸를 배를 갈라 죽이는 나라심하상

안드라프라데시주에서는 기원후 3-4세기경의 패널이 어깨 뒤에 두 개의 추가적인 인간 팔로 소라와 원반을 들고 있는 완전히 짐승 형태의 웅크린 사자를 보여준다. 다섯 영웅(비라스)이 옆에 있는 이 사자가 나라심하이다. 초기 굽타 시대의 나라심하 입상 조각상은 티가와와 에란의 사원에서 현존한다. 이 조각상들은 두 팔, 긴 갈기, 정면을 향하며, 하의만 입고 있으며, 히란야카시푸의 악마 형상은 없다. 나라심하가 히란야카시푸를 배를 갈라 죽이는 조각상들은 약간 후기의 굽타 시대 사원에서 현존한다: 마디아에 하나, 그리고 현재 나크나의 쿠르마 마타에 설치된 사원 문간에 하나가 있으며, 둘 다 기원후 5세기 말 또는 6세기 초로 추정된다.
기원후 2-3세기경에 마투라에서 조각된 것으로 추정되는 나라심하상이 1987년 필라델피아 미술관에 소장되었다. 필라델피아 미술관의 전 인도 큐레이터인 스텔라 크람리쉬는 이를 "아마도 알려진 나라심하상 중 가장 초기일 것"이라고 묘사했다. 이 인물은 찡그린 눈썹, 송곳니, 늘어진 혀를 묘사하며 후기 나라심하상과 동일하지만, 우상의 옷, 단순성, 자세는 이를 구별한다. 나라심하의 상의 아래 가슴에는 부적의 암시가 나타나는데, 스텔라 크람리쉬는 이를 비슈누의 인지 능력, 카우스투바 보석과 연관시켰다. 이 상의는 양 어깨 위로 흐르지만, 나라심하의 몸을 가로질러 수평으로 놓인 악마 형상인 히란야카시푸 아래에는 꼬인 허리띠가 다리를 덮는 별도의 의복을 시사한다. 히란야카시푸의 머리카락은 뒤로 흘러 그의 머리가 나라심하의 오른쪽 무릎에 걸린다. 그는 단순한 단일 구슬 목걸이를 착용하고 있다. 그의 몸은 붙잡혀 눌려 있다. 그의 얼굴은 아래로 눌려 있다. 그의 눈은 비슈누의 얼굴에서 멀리 떨어져 있다. 히란야카시푸는 나라심하가 그를 배를 갈라 죽일 때 붙잡혀 끌려 내려간다. 그의 내장은 배에서 쏟아져 나와 오른쪽으로 떨어진다. 마츠야 푸라나에서는 나라심하가 히란야카시푸를 "짚 돗자리를 엮는 자가 갈대를 찢듯이" 배를 갈라 죽이는 것으로 묘사된다. 우상이 입은 간다라 양식의 옷을 바탕으로, 마이클 마이스터는 이 이미지의 제작 시기를 기원후 4세기로 변경했다.
기원후 9세기경으로 추정되는 나라심하상은 인도네시아 프람바난 이조산 북쪽 경사면에서 발견되었다. 트리비크라마와 바라하 아바타라상 또한 인도네시아 프람바난에서 발견되었다. 비슈누와 그의 아바타라는 중앙 자바 예술의 특징적인 도상적 차이를 보인다. 여기에는 중앙 자바의 생리학, 과장된 의복의 부피, 그리고 장식의 일부 정교함이 포함된다. 이 장식 도안은 일단 형성되면 거의 수정 없이 중앙 자바 시대 (기원후 730-930년경) 내내 조각의 통용된 표준이 되었다. 도상적 특이성에도 불구하고, 자바 조각의 양식적 선례는 6-7세기경의 찰루키아와 팔라바 이미지와 같은 인도 조각으로 거슬러 올라갈 수 있다.

## 사원

### 인도

#### 안드라프라데시주
- 스리 락슈미 나라심하 사원, 안타르베디.
- 락슈미 나라심하 사원, 아호빌람, 하부 아호빌람.
- 즈발라 나라심하 사원, 아호빌람.
- 아호빌라 나라심하 사원, 아호빌람.
- 말로라 나라심하 사원, 아호빌람.
- 크로다/바라하 나라심하 사원, 아호빌람.
- 카란자 나라심하 사원, 아호빌람.
- 바르가바 락슈미 나라심하 사원, 아호빌람.
- 요가난다 락슈미 나라심하 사원, 아호빌람.
- 차트라바다 락슈미 나라심하 사원, 아호빌람.
- 파바나 락슈미 나라심하 사원, 아호빌람.
- 락슈미 나라심하 사원, 펜나 아호빌람, 펜나 아호빌람.
- 락슈미 나라심하 사원, 망갈라기리, 망갈라기리.
- 바라하 락슈미 나라심하 사원, 심하찰람, 심하찰람.
- 베다드리 나라심하 사원, 베다드리.
- 카디리 스리 락슈미 나라심하 사원, 카디리.
- 스리 마딜레티 락슈미 나라심하 스와미 사원, 베탐체르라, 난디알구.
- 베다기리 락슈미 나라심하 스와미 사원, 나르심하콘다, 스리 포티 스리람룰루 넬로르 구.

#### 비하르주
- 스리 나라심하 기둥 사원, 반만키.

#### 구자라트주
- 나라심하 사원, 루델 - BAPS 보차산에서 1km.

#### 카르나타카주
- 구루 나라심하 사원, 살리그라마, 살리그라마.
- 나라심하 즈하르니, 비다르.
- 요가나라심하 사원, 데바라야나두르가, 데바라야나두르가.
- 요가 나라심하 사원, 멜루코테.
- 나라심하 사원, 시비, 시비.
- 락슈미 나라심하 사원, 바드라바티, 바드라바티, 카르나타카.
- 락슈미나라심하 사원, 자바갈, 하산, 카르나타카.
- 락슈미나라심하 사원, 하란할리, 하산, 카르나타카.
- 군자 나라심하 사원, 티루마쿠달 나라시푸라, 마이소르.
- 스리 락슈미 나라심하 스와미 사원, 타다칼루르.

#### 케랄라주
- 스리니바사코일, 트리푸니투라, 에르나쿨람구.
- 스리 락슈미 나라심하 사원, 탈라세리, 탈라세리, 칸누르구.
- 코자 스리 나라심하스와미 사원, 코타얌구.
- 투라부르 마하크세트람, 체르탈라, 알라푸자구.
- 아나야디 파자이담 스리 나라심하 사원, 콜람구.
- 말라파람부 마툼말 나라심하 무르티 사원, 말라푸람구.
- 마나카드 스리 나라심하 사원, 토두푸자, 이두키구.
- 푸투마나세리 스리 나라심하, 파바라티, 차바카드, 트리수르구.
- 락슈미 나라심하 나가라자 만디람, 물리야르, 카사라고드구.
- 스리 쿤할루르 나라심하 사원, 푸라메리, 코지코드구.
- 스리 락슈미 나라심하 사원, 술탄 바테리, 와야나드구.
- 쿠루바투르 스리 나라심하 사원, 티루바지야드, 팔라카드구.
- 스리 나라심하 케투루파디, 이다바감 바다쿠, 쿠람팔라, 판달람, 파타남티타구.
- 아호빌라 마타 스리 나라심하 사원, 무타타라, 티루바난타푸람구.
- 락슈미 나라심하 사원, 리시나라다망갈람, 칸남브라, 바다켄체리, 팔라카드구

#### 마하라슈트라주
스리 락슈미 나라심하 사원, 니라 나르심하푸라.
포하르니 나라심하 사원

#### 오디샤주
- 나라심하 사원, 부바네스와르, 부바네스와르.
- 나라심하 사원, 푸리, 푸리.
- 르싱하나트 사원, 파이크말, 바르가르구.

#### 라자스탄주
- 스리 나라심하 사원, 암베르.

#### 타밀나두주
- 나마칼 나라심하 사원, 나마칼.
- 나라싱암 요가 나라심하 페루말 사원.
- 스리 요가 락슈미 나라심하 사원, 숄링후르.
- 스리 요가 나라심하 스와미 사원 친탈라바디, 카루르.

#### 텔랑가나주
- 하레 크리슈나 골든 템플.
- 락슈미 나라심하 사원, 야다드리, 야다드리.
- 락슈미 나라심하 사원, 다르마푸리.
- 요가난다 락슈미 나라심하 사원, 페다팔리.

#### 우타르프라데시주
- 프라흘라다 가타, 하르도이

#### 서벵골주
- 나라심하 사원, 나디아, 나디아.

## 같이 보기
- 나라심하 아바타라
- 나라심하 푸라나
- 나라심하 사타캄
- 람테크 케발라 나라심하 사원 비문
- 캉라 샤
- 농샤바

## 참고 자료
- Soifer, Deborah A. (1991). 《The Myths of Narasimha and Vamana: Two Avatars in Cosmological Perspective》. SUNY Press. ISBN 9780791407998.